# Ташкенсаз
Ташкенсаз (каз. Ташкенсаз) — село в Енбекшиказахском районе Алматинской области Казахстана. Административный центр Ташкенсазского сельского округа. Код КАТО — 194077100.

## Население
В 1999 году население села составляло 2300 человек (1177 мужчин и 1123 женщины). По данным переписи 2009 года, в селе проживали 2574 человека (1312 мужчин и 1262 женщины).